# Обречённые на войну
«Обречённые на войну» — российский военный фильм режиссёра Ольги Жулиной, снятый по повести Василия Быкова «Пойти и не вернуться».

## Сюжет
Действие фильма происходит в время Великой Отечественной войны. В течение четырёх дней Зоська и Антон скитаются по заснеженным лесам, пытаясь выполнить поручение командира партизанского отряда.

## В ролях
- Нина Лощинина — Зося
- Юрий Колокольников — Антон
- Андрей Панин — поляк Стефан
- Дарья Михайлова — полька
- Фёдор Добронравов — сержант
- Сергей Журавель — Петряков
- Алексей Колокольцев — Салей
- Павел Навроцкий — Пашка
- Михаил Каминский — Суровец
- Елена Дубровская — Маня
- Михаил Гуро — муж Мани
- Игорь Денисов — отец Мани
- Анатолий Харламов — Вацек

## Съёмочная группа
- Режиссёр: Ольга Жулина
- Авторы сценария: Ольга Жулина, Елена Исаева
- Оператор: Владимир Брыляков
- Художник: Сергей Гудилин
- Композитор: Дмитрий Курляндский

## Дополнительно
Финал картины отличается от книги — главная героиня трагически погибает — по мнению Ольги Жулиной, если бы не давление советской власти в те годы, Быков свою книгу закончил бы именно так. По мнению режиссёра, Антон убил Зосю, так как «катясь по наклонной все глубже, он понимал, что не может захватить её с собой, сломав её внутреннюю целостность, склонить её спуститься на один уровень с собой».

Девочка, наша героиня, — деревенская. Она — «соц. продукт советской эпохи». Она воспитана правильно. Конечно, религия запрещалась, но, тем не менее, некая религиозность в ней присутствует, а значит — это совсем другие параметры духовности. Мальчик, наш главный герой, — городской парень. Он рос без родителей, и ему приходилось выживать на улице. С одной стороны, из-за этого чувства, когда надо постоянно выживать, на войне он чувствует себя как «в своей тарелке», а с другой стороны — принимает обстоятельства и быстро адаптируется к ним. Мне не хотелось его представлять однозначным предателем. Он, прежде всего, человек, который хочет жить.— Режиссёр и автор сценария фильма Ольга Жулина
Съемки проходили в Белоруссии, в окрестностях города Минска, в Логойске и Смолевичах, где и действовали партизанские отряды по повести Быкова.
По словам Ольги Жулиной фильм, снятый при поддержке Министерства Культуры России, имел очень ограниченный бюджет, что отразилось на неровностях визуального ряда и схематичности сценария, а также в недостатке массовки.
Фильм вызвал интерес ещё до выхода, несмотря на отсутствие предпрокатной рекламы и богатый на фильмы о войне 2008/2009 год.

Вдруг где-то между триллером «Киллер» и ужастиком «Мёртвый снег» (согласно аннотации это «Уморительный норвежский хоррор про нацистов-зомби, снятый практически за копейки группой эрудированных энтузиастов») обнаруживается фильм под названием «Обречённые на войну». Широким этот прокат не назовёшь — всего два зала, и рекламы у фильма никакой (не то что у «Сволочей», чьи постеры в своё время украсили все автобусные остановки). Но отчего-то есть надежда, что этот фильм окажется достойным. Иначе, перефразируя его название, нас всех тоже можно будет назвать обречёнными. Не на войну, нет. На амнезию. Со всеми вытекающими отсюда последствиями..— Александр Вислов, старший научный сотрудник Института искусствознания Академии наук РФ, ведущий редактор отдела искусства «Литературной газеты»
До этого повесть Василия Быкова «Пойти и не вернуться» дважды экранизировалась студией «Беларусьфильм»: в 1992 году режиссёром Николаем Князевым — фильм 
«Пойти и не вернуться» с Юлией Высоцкой в главной роли, и в 2004 году режиссёром Евгением Сетько — фильм «Пойти и не вернуться» с Юлией Кадушкевич в главной роли.
Критиками отмечалось, что обе актрисы в белорусских фильмах сильно проигрывают Нине Лощинской, и что российская экранизация удалась лучше: «Российские кинематографисты не дотянулись до высот повести, но в их подходе есть ощущение, что героев Быкова они чувствуют». При этом белорусская пресса крайне негативно оценила фильм: «дежурное кино, снятое аккуратно, но без драйва. Более всего похоже на типичную советскую „плановую единицу“, а ещё на то, что режиссёр не знал, что экранизирует Быкова».

## Награды и фестивали
- Приз за лучшую женскую роль (Нина Лощинина) — XV Российский кинофестиваль «Литература и кино» в Гатчине.
- Приз за лучшую женскую роль (Нина Лощинина) — VI Международный фестиваль военно-патриотического фильма «Волоколамский рубеж» (Московская область, 2009).
- Приз лучшую женскую роль (Нина Лощинина) и приз за режиссёрский дебют — VII Международный фестиваль военного кино имени Ю. Н. Озерова (Ростов-на-Дону, 2009)
- Приз им. Коненкова режиссёру фильма — II Всероссийский кинофестиваль актеров-режиссёров «Золотой Феникс» (Смоленск, 2009).

## Рецензии
- Марина Суранова — Пол партизана // Интернет-газета «Взгляд», 12 мая 2009